# Ecsenius sellifer
Ecsenius sellifer es una especie de pez de la familia Blenniidae en el orden de los Perciformes.

## Morfología
• Los machos pueden llegar alcanzar los 4,1 cm de longitud total.

## Reproducción
Es ovíparo.

## Hábitat
Es un pez de mar y de clima tropical y asociado a los  arrecifes de coral que vive hasta los 6 m de profundidad.

## Distribución geográfica
traducción del catalán al español
Se encuentra en la República de Palau, Papúa Nueva Guinea y Islas Salomón.